# Casa Vídua de Guarro
La Casa Vídua de Guarro és un edifici situat als carrers Ample i de Marquet de Barcelona, catalogat com a bé amb elements d'interès (categoria C).

## Història
El 1837, el fabricant de paper Josep Guarro i Calvet va adquirir al corredor reial de canvis Joaquim Molet i Antúnez i als comissionats dels seus creditors una casa al carrer Ample, on va establir el seu magatzem, i el 1848 va obtenir de Maria Daroca, vídua de Miquel Fortuny (que fou propietari del molí paperer del Carme a Capellades) l'establiment enfitèutic d'una finca contigua que feia cantonada amb el carrer de Marquet: «Ancha 46, Depósito de la fábrica de papel de D. José Guarro y Calvet. Papel á mano para escribir, de todas clases, de la fábrica sita en Gélida (Capellades). Espediciones á todos puntos.»
A la seva mort, fou succeït pel seu fill Wenceslau Guarro i Menor, que el 1868 es va casar amb Camil·la Casas i Jover, filla del fabricant d'estampats Ramon Casas i Jordà. El 1922, ja vídua, va encarregar a l'arquitecte Antoni Puig i Gairalt el projecte d'un nou edifici, però va morir el 1924 sense veure acabada l'obra, enllestida el 1926 pel seu fill Lluís Guarro i Casas.

## Descripció
És un edifici d'habitatges de renda amb la façana principal al carrer Ample i la lateral al de Marquet, i consta de planta baixa i cinc pisos.
Els baixos estan ocupats per dos locals comercials, el vestíbul d'accés i la porteria. L'escala de veïns està centralitzada, amb dos petits celoberts a davant i a darrera. L'altre celobert es situa a la paret mitgera. El número d'habitatges per plantes va creixent de baix a dalt: així, el principal i el primer pis en tenen 2, el segon i el tercer en tenen 3, i el quart en té 4. Tanmateix, la distribució interior és quelcom irregular i està supeditada a la composició de les façanes, on l'arquitecte va jugar amb la distribució de les obertures, de formes i dimensions diverses, creant uns ritmes imprevistos de variades simetries.
La influència de l'arquitectura del Renaixement italià, especialment dels palaus de Florència, és palesa en la cornisa, una al·lusió irònica a elements clàssics molt geometritzats, i els motius geomètrics a les cantonades recorden la mamposteria de les construccions tradicionals catalanes. Aquests es repeteixen al voltant de la porta principal, com una versió estilitzada dels aborsonats barrocs. Les finestres petites i seguides del quart pis recorden les galeries de l'arquitectura civil catalana, i les baranes dels balcons es poden inscriure en les estilitzacions geomètriques de l'Art déco. Tot plegat, dona a aquest edifici un caràcter singular en què es barregen el corrent vernacular i italianitzant del Noucentisme amb les tendències parisines de l'època (de fet, el 1925 Antoni Puig i Gairalt hi visità l'Exposició de les Arts Decoratives).